# Championnats d'Amérique du Sud d'athlétisme 1987
Navigation
Santiago du Chili 1985 Medellín 1989
Les 34es Championnats d'Amérique du Sud d'athlétisme ont eu lieu à São Paulo, au Brésil.

## Résultats

### Épreuves masculines
| Épreuves | Or                                                                                          | Or               | Argent                                                                      | Argent          | Bronze                                                                             | Bronze          |
| --- | ------------------------------------------------------------------------------------------- | ---------------- | --------------------------------------------------------------------------- | --------------- | ---------------------------------------------------------------------------------- | --------------- |
| 100 mètres | Robson da Silva Brésil                                                                      | 10 s 39          | Carlos Bernardo Moreno Chili                                                | 10 s 51         | Carlos de Oliveira Brésil                                                          | 10 s 68         |
| 200 mètres | Robson da Silva Brésil                                                                      | 21 s 04          | Carlos Bernardo Moreno Chili                                                | 21 s 41         | Álvaro Prenafeta Chili                                                             | 21 s 48         |
| 400 mètres | Héctor Daley Panama                                                                         | 45 s 80 CR       | Gerson de Souza Brésil                                                      | 46 s 26         | Cristián Courbis Chili                                                             | 46 s 37         |
| 800 mètres | Luis Migueles Argentine                                                                     | 1 min 47 s 35    | Pablo Squella Chili                                                         | 1 min 48 s 64   | Jamir Garcez Brésil                                                                | 1 min 49 s 49   |
| 1 500 mètres | Gilson Wiggers Brésil                                                                       | 3 min 46 s 62    | Emilio Ulloa Chili                                                          | 3 min 46 s 69   | Manuel Balmaceda Chili                                                             | 3 min 47 s 43   |
| 5 000 mètres | Rolando Vera Équateur                                                                       | 14 min 03 s 00   | Florinda Corrêa Brésil                                                      | 14 min 04 s 60  | Omar Aguilar Chili                                                                 | 14 min 05 s 50  |
| 10 000 mètres | Juan Pablo Juárez Argentine                                                                 | 29 min 18 s 39   | Rolando Vera Équateur                                                       | 29 min 19 s 16  | Omar Aguilar Chili                                                                 | 29 min 30 s 01  |
| Marathon | Osmiro Silva Brésil                                                                         | 2 h 21 min 06 s  | José César de Souza Brésil                                                  | 2 h 24 min 49 s | Wilson Pérez Équateur                                                              | 2 h 26 min 22 s |
| 3000 mètres steeple | Emilio Ulloa Chili                                                                          | 8 min 51 s 41    | Carlos Naput Argentine                                                      | 8 min 53 s 84   | Ricardo Vera Uruguay                                                               | 8 min 58 s 99   |
| 110 mètres haies | Lyndon Campos Brésil                                                                        | 14 s 13          | Joilto Bonfim Brésil                                                        | 14 s 54         | Carlos Varas Argentine                                                             | 14 s 55         |
| 400 mètres haies | Pablo Squella Chili                                                                         | 50 s 42          | Antônio Díaz Ferreira Brésil                                                | 50 s 67         | Carlos dos Santos Brésil                                                           | 52 s 43         |
| Saut en hauteur | Fernando Moreno Argentine                                                                   | 2,17 m CR        | Fernando Pastoriza Argentine                                                | 2,17 m          | Milton Riitano Francisco Brésil                                                    | 2,14 m          |
| Saut à la perche | Oscar Veit Argentine                                                                        | 5,25 m CR        | Thomas Riether Chili                                                        | 5,15 m          | Renato Bortolocci Brésil                                                           | 5,05 m          |
| Saut en longueur | Paulo de Oliveira Brésil                                                                    | 7,65 m           | Fernando Valiente Pérou                                                     | 7,56 m          | Ricardo Valiente Pérou                                                             | 7,45 m          |
| Triple saut | Jorge da Silva Brésil                                                                       | 16,24 m          | Abcelvio Rodrigues Brésil                                                   | 16,11 m         | José Quiñaliza Équateur                                                            | 15,77 m         |
| Lancer du poids | Gert Weil Chili                                                                             | 19,35 m          | Adilson Oliveira Brésil                                                     | 18,04 m         | Gerardo Carucci Argentine                                                          | 16,70 m         |
| Lancer du disque | Carlos Brynner Argentine                                                                    | 55,34 m CR       | José Jacques Brésil                                                         | 54,46 m         | João dos Santos Brésil                                                             | 51,16 m         |
| Lancer du marteau | Andrés Charadia Argentine                                                                   | 66,72 m CR       | Pedro Rivail Atílio Brésil                                                  | 62,68 m         | Adrián Marzo Argentine                                                             | 59,94 m         |
| Lancer du javelot | Nivaldo Beje Filho Brésil                                                                   | 64,46 m CR       | Rodrigo Zelaya Chili                                                        | 64,06 m         | Jorge Parraguirre Chili                                                            | 63,98 m         |
| Décathlon | Paulo Lima Brésil                                                                           | 7491 pts         | Fidel Solórzano Équateur                                                    | 6947 pts        | Carlos Martín Argentine                                                            | 6924 pts        |
| 20 kilomètres marche | Cláudio Bertolino Brésil                                                                    | 1 h 38 min 34 s  | Jorge Yannone Argentine                                                     | 1 h 39 min 12 s | Juan Canevaro Chili                                                                | 1 h 40 min 51 s |
| Relais 4 × 100 mètres | Brésil Carlos José Camilo de Oliveira Robson da Silva Pedro da Silva Filho Reginaldo Aguiar | 40 s 17          | Argentine Oscar Barrionuevo Carlos Gats José María Beduino Gerardo Meinardi | 40 s 72         | Chili Carlos Bernardo Moreno Héctor Fernández Álvaro Prenafeta Juan Carlos Fuentes | 40 s 75         |
| Relais 4 × 400 mètres | Chili Marcos Courbis Manuel Balmaceda Pablo Squella Carlos Morales                          | 3 min 07 s 64 CR | Brésil Gérson de Souza Geraldo de Assis Nilson Neri Paulo César Mendes      | 3 min 08 s 43   | Argentine Fabian Garbolino Dardo Angerami Luis Migueles José María Beduino         | 3 min 10 s 36   |
| Records et Performances - AR : Record continental (area record) - CR : Record des championnats (championship record) - MR : Record du meeting (meet record) - NR : Record national (national record) - OR : Record olympique (olympic record) - PR : Record paralympique (paralympic record) - PB : Record personnel (personal best) - SB : Meilleure performance personnelle de la saison (season's best) - WL : Meilleure performance mondiale de l'année (world leader) - WJR : Record du monde junior (world junior record) - WR : Record du monde (world record) Circonstances et Conditions - DNF : N'a pas terminé (did not finish) - DNS : N'a pas pris le départ (did not start) - DQ : Disqualification (disqualification) - NM : Aucun essai valable enregistré (No Mark) - Q : Qualifié « directement » au prochain tour (ou à la prochaine compétition), lors d'une compétition majeure, grâce au classement ou à la réalisation des minima (automatic qualifier) - q : Qualifié au prochain tour (ou à la prochaine compétition), lors d'une compétition majeure, grâce au repêchage ou à la réalisation de l'une des meilleures performances parmi celles des « non qualifiés directement » (grâce au meilleur temps ou à la meilleure distance par exemple) (secondary qualifier) |                                                                                             |                  |                                                                             |                 |                                                                                    |                 |

### Épreuves féminines
| Épreuves | Or                                                                          | Or               | Argent                                                                              | Argent         | Bronze                                                                       | Bronze         |
| --- | --------------------------------------------------------------------------- | ---------------- | ----------------------------------------------------------------------------------- | -------------- | ---------------------------------------------------------------------------- | -------------- |
| 100 mètres | Deborah Bell Argentine                                                      | 11 s 68          | Ximena Restrepo Colombie                                                            | 11 s 77        | Ines Ribeiro Brésil                                                          | 11 s 91        |
| 200 mètres | Ximena Restrepo Colombie                                                    | 23 s 49          | Liliana Chalá Équateur                                                              | 23 s 74        | Deborah Bell Argentine                                                       | 23 s 87        |
| 400 mètres | Liliana Chalá Équateur                                                      | 52 s 9 CR        | Suzete Montalvão Brésil                                                             | 53 s 7         | Soledad Acerenza Uruguay                                                     | 55 s 2         |
| 800 mètres | Soraya Telles Brésil                                                        | 2 min 07 s 71    | Graciela Mardones Chili                                                             | 2 min 09 s 21  | Luiza do Nascimento Brésil                                                   | 2 min 09 s 39  |
| 1 500 mètres | Soraya Telles Brésil                                                        | 4 min 29 s 9     | Rita de Jesus Brésil                                                                | 4 min 30 s 9   | Graciela Mardones Chili                                                      | 4 min 33 s 9   |
| 3 000 mètres | Monica Regonesi Chili                                                       | 9 min 47 s 30    | Martha Tenorio Équateur                                                             | 10 min 02 s 63 | María Martínez Argentine                                                     | 10 min 05 s 93 |
| 10 000 mètres | Angélica de Almeida Brésil                                                  | 34 min 59 s 2    | Monica Regonesi Chili                                                               | 35 min 00 s 6  | Martha Tenorio Équateur                                                      | 35 min 11 s 5  |
| 100 mètres haies | Carmen Bezanilla Chili                                                      | 14 s 22          | Carolina Gutiérrez Argentine                                                        | 14 s 34        | Alejandra Martínez Chili                                                     | 14 s 49        |
| 400 mètres haies | Liliana Chalá Équateur                                                      | 58 s 46 CR       | Maria do Carmo Fialho Brésil                                                        | 59 s 92        | Margit Weise Brésil                                                          | 60 s 05        |
| Saut en hauteur | Orlane dos Santos Brésil                                                    | 1,80 m           | Liliana Lohmann Brésil                                                              | 1,73 m         | Gloria Garib Chili                                                           | 1,70 m         |
| Saut en longueur | Rita Slompo Brésil                                                          | 6,17 m           | Ana Martina Vizioli Argentine                                                       | 6,01 m         | Orlane dos Santos Brésil                                                     | 5,90 m         |
| Lancer du poids | Maria Fernandes Brésil                                                      | 14,49 m          | Berenice da Silva Uruguay                                                           | 14,36 m        | Eliane de Campos Brésil                                                      | 13,88 m        |
| Lancer du disque | Luz María Quiñonez Équateur                                                 | 48,00 m          | Márcia Barbosa Brésil                                                               | 45,66 m        | Gloria Martínez Chili                                                        | 44,66 m        |
| Lancer du javelot | Sueli dos Santos Brésil                                                     | 56,00 m CR       | Berta Gómez Colombie                                                                | 47,62 m        | Sonia Favre Argentine                                                        | 46,68 m        |
| Heptathlon | Conceição Geremias Brésil                                                   | 5550 pts         | Carmen Bezanilla Chili                                                              | 5066 pts       | Carolina Gutiérrez Argentine                                                 | 4765 pts       |
| Relais 4 × 100 mètres | Argentine Milagros Allende Olga Conte Laura de Falco Deborah Bell           | 45 s 45          | Brésil Jupira da Graça Inês Antónia Ribeiro Roberta Aparecida Correia Iara de Souza | 45 s 78        | Uruguay Claudia Acerenza Margarita Martirena Soledad Acerenza Rosanna Biasco | 46 s 54        |
| Relais 4 × 400 mètres | Brésil Maria do Carmo Fialho Suzete Montalvão Soraya Telles Eliane de Sousa | 3 min 38 s 13 CR | Argentine Viviana Cortes Olga Conte Milagros Allende Laura de Falco                 | 3 min 43 s 56  | Chili Carmen Bezanilla Graciela Mardones Ismenia Guzman Claudia Hoelzel      | 3 min 43 s 61  |
| Records et Performances - AR : Record continental (area record) - CR : Record des championnats (championship record) - MR : Record du meeting (meet record) - NR : Record national (national record) - OR : Record olympique (olympic record) - PR : Record paralympique (paralympic record) - PB : Record personnel (personal best) - SB : Meilleure performance personnelle de la saison (season's best) - WL : Meilleure performance mondiale de l'année (world leader) - WJR : Record du monde junior (world junior record) - WR : Record du monde (world record) Circonstances et Conditions - DNF : N'a pas terminé (did not finish) - DNS : N'a pas pris le départ (did not start) - DQ : Disqualification (disqualification) - NM : Aucun essai valable enregistré (No Mark) - Q : Qualifié « directement » au prochain tour (ou à la prochaine compétition), lors d'une compétition majeure, grâce au classement ou à la réalisation des minima (automatic qualifier) - q : Qualifié au prochain tour (ou à la prochaine compétition), lors d'une compétition majeure, grâce au repêchage ou à la réalisation de l'une des meilleures performances parmi celles des « non qualifiés directement » (grâce au meilleur temps ou à la meilleure distance par exemple) (secondary qualifier) |                                                                             |                  |                                                                                     |                |                                                                              |                |

## Tableau des médailles
| Rang | Nation    | Or | Argent | Bronze | Total |
| ---- | --------- | -- | ------ | ------ | ----- |
| 1    | Brésil    | 20 | 16     | 11     | 47    |
| 2    | Argentine | 8  | 7      | 9      | 24    |
| 3    | Chili     | 6  | 9      | 13     | 28    |
| 4    | Équateur  | 4  | 4      | 3      | 11    |
| 5    | Colombie  | 1  | 2      | 0      | 3     |
| 6    | Panama    | 1  | 0      | 0      | 1     |
| 7    | Uruguay   | 0  | 1      | 3      | 4     |
| 8    | Pérou     | 0  | 1      | 1      | 2     |